# Giro del Belgio 1922
Il Giro del Belgio 1922, undicesima edizione della corsa, si svolse in cinque tappe tra il 4 aprile e il 9 aprile 1921, per un totale di 1 350 km e fu vinto dal belga René Vermandel.

## Tappe
| Tappa  | Data     | Percorso            | km    | Vincitore di tappa | Leader cl. generale |
| ------ | -------- | ------------------- | ----- | ------------------ | ------------------- |
| 1ª     | 4 aprile | Bruxelles > Anversa | 269   | René Vermandel     |                     |
| 2ª     |          | Anversa > Liegi     | 257   | René Vermandel     |                     |
| 3ª     |          | Liegi > Lussemburgo | 285   | René Vermandel     |                     |
| 4ª     |          | Lussemburgo > Namur | 245   | Émile Masson       |                     |
| 5ª     | 9 aprile | Namur > Bruxelles   | 294   | Louis Budts        | René Vermandel      |
| Totale | Totale   | Totale              | 1 350 |                    |                     |

## Dettagli delle tappe

### 1ª tappa
- Bruxelles > Anversa – 269 km

Risultati
| Pos. | Corridore          | Squadra          | Tempo    |
| ---- | ------------------ | ---------------- | -------- |
| 1    | René Vermandel     | Alcyon           | 9h34'35" |
| 2    | Alphonse Van Hecke | J.B. Louvet-Soly | ?        |
| 3    | Alfons Standaert   | Individuale      | ?        |

### 2ª tappa
- Anversa > Liegi – 257 km

Risultati
| Pos. | Corridore          | Squadra     | Tempo     |
| ---- | ------------------ | ----------- | --------- |
| 1    | René Vermandel     | Alcyon      | 10h28'00" |
| 2    | Théophile Beeckman | Individuale | ?         |
| 3    | Émile Thollembeek  | Individuale | ?         |

### 3ª tappa
- Liegi > Lussemburgo – 285 km

Risultati
| Pos. | Corridore            | Squadra     | Tempo     |
| ---- | -------------------- | ----------- | --------- |
| 1    | René Vermandel       | Alcyon      | 12h24'32" |
| 2    | Louis Budts          | Individuale | s.t.      |
| 3    | Jules-Richard Matton | Individuale | s.t.      |

### 4ª tappa
- Lussemburgo > Namur – 245 km

Risultati
| Pos. | Corridore      | Squadra     | Tempo     |
| ---- | -------------- | ----------- | --------- |
| 1    | Émile Masson   | Alcyon      | 10h06'40" |
| 2    | Louis Budts    | Individuale | ?         |
| 3    | René Vermandel | Alcyon      | ?         |

### 5ª tappa
- Namur > Bruxelles – 294 km

Risultati
| Pos. | Corridore         | Squadra     | Tempo     |
| ---- | ----------------- | ----------- | --------- |
| 1    | Louis Budts       | Individuale | 12h08'43" |
| 2    | René Vermandel    | Alcyon      | ?         |
| 3    | Hilaire Hellebaut | Individuale | ?         |

## Classifiche finali

### Classifica generale
| Pos. | Corridore          | Squadra     | Tempo      |
| ---- | ------------------ | ----------- | ---------- |
| 1    | René Vermandel     | Alcyon      | 54h55'12"  |
| 2    | Émile Masson       | Alcyon      | a 7'38"    |
| 3    | Théophile Beeckman | Individuale | a 18'04"   |
| 4    | Alfons Seynaeve    | Individuale | a 29'24"   |
| 5    | Hilaire Hellebaut  | Individuale | a 33'25"   |
| 6    | Albert Jordens     | Automoto    | a 1h03'25" |
| 7    | Léon Van Aken      | Individuale | a 1h32'21" |
| 8    | Edward Maes        | Individuale | a 1h38'56" |
| 9    | Josef Marchand     | Individuale | a 1h44'50" |
| 10   | Jules Matton       | Individuale | a 1h45'19" |